# Приштина е Ре
Футбольний клуб «Приштина е Ре» (алб. Klubi Futbollistik Prishtina e Re) — косовський футбольний клуб із села Хайвалія в муніципалітеті Приштина. З сезону 2025—2626 років клуб буде грати в Райфайзен Суперлізі Косова, найвищому футбольному дивізіоні регіону.

## Історія
Футбольний клуб «Приштина е Ре» заснований у 2017 році під назвою «Школа е Футболліт Шкендія Хайвалі». Свою оригінальну назву клуб отримав від місцевої початкової школи в селі Хайвалія, розташованому поблизу Приштини. У сезоні 2020–21 років клуб вирішив розширити свою діяльність за межі юнацьких змагань, та взяти участь у змаганнях серед дорослих. Це рішення ухвалено після укладення постійної спонсорської угоди з «M-Technologie», компанією, що входить до складу «Mabetex Group», яка раніше підтримувала футбол у цьому селі, спонсоруючи клуб «Хайвалія».
Спочатку клуб грав у третій лізі, яка є четвертим рівнем футболу в Косові, а у своєму першому сезоні клуб вийшов до другої ліги (третій рівень). 11 серпня 2023 року, після переходу до першої ліги (другий рівень), клуб змінив свою назву на «Приштина е Ре». Хоча спочатку вважалося, що клуб відокремився від історичного клубу «Приштина», насправді назва походить від сусіднього житлового комплексу з такою ж назвою.